# Pic de Levaillant
Picus vaillantii
Espèce
Synonymes
- Chloropicus Vaillantii Malherbe, 1847 (protonyme)

Statut de conservation UICN

 LC  : Préoccupation mineure
Le Pic de Levaillant (Picus vaillantii) est une espèce d'oiseaux de la famille des Picidae.

## Description

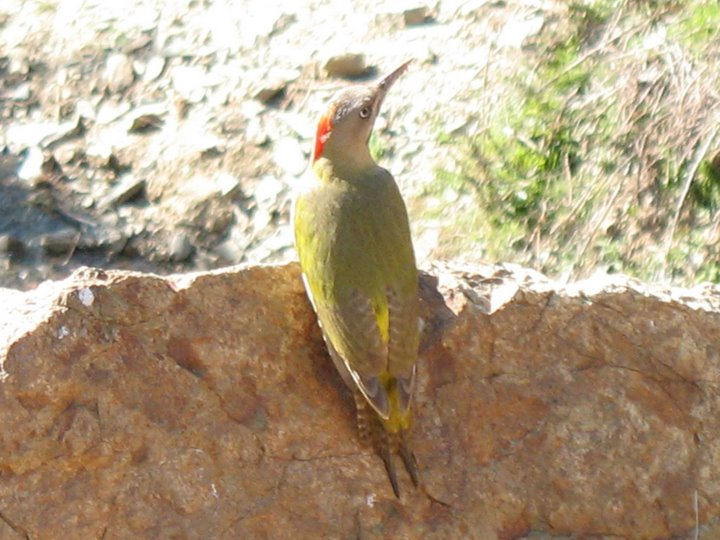
♀

Le pic de Levaillant mesure 30 à 33 cm de long pour une envergure de 45 à 51 cm. Il ressemble au pic de Sharpe (Picus sharpei).

## Répartition et habitat
Cet oiseau est répandu à travers le massif de l'Atlas ; il fréquente les forêts de montagne, jusqu'à la limite de croissance des arbres, à environ 2 000  m.

## Reproduction
Le nid est un trou dans un arbre où la femelle pond de 4 à 8 œufs blancs brillants, posés sur des copeaux de bois.

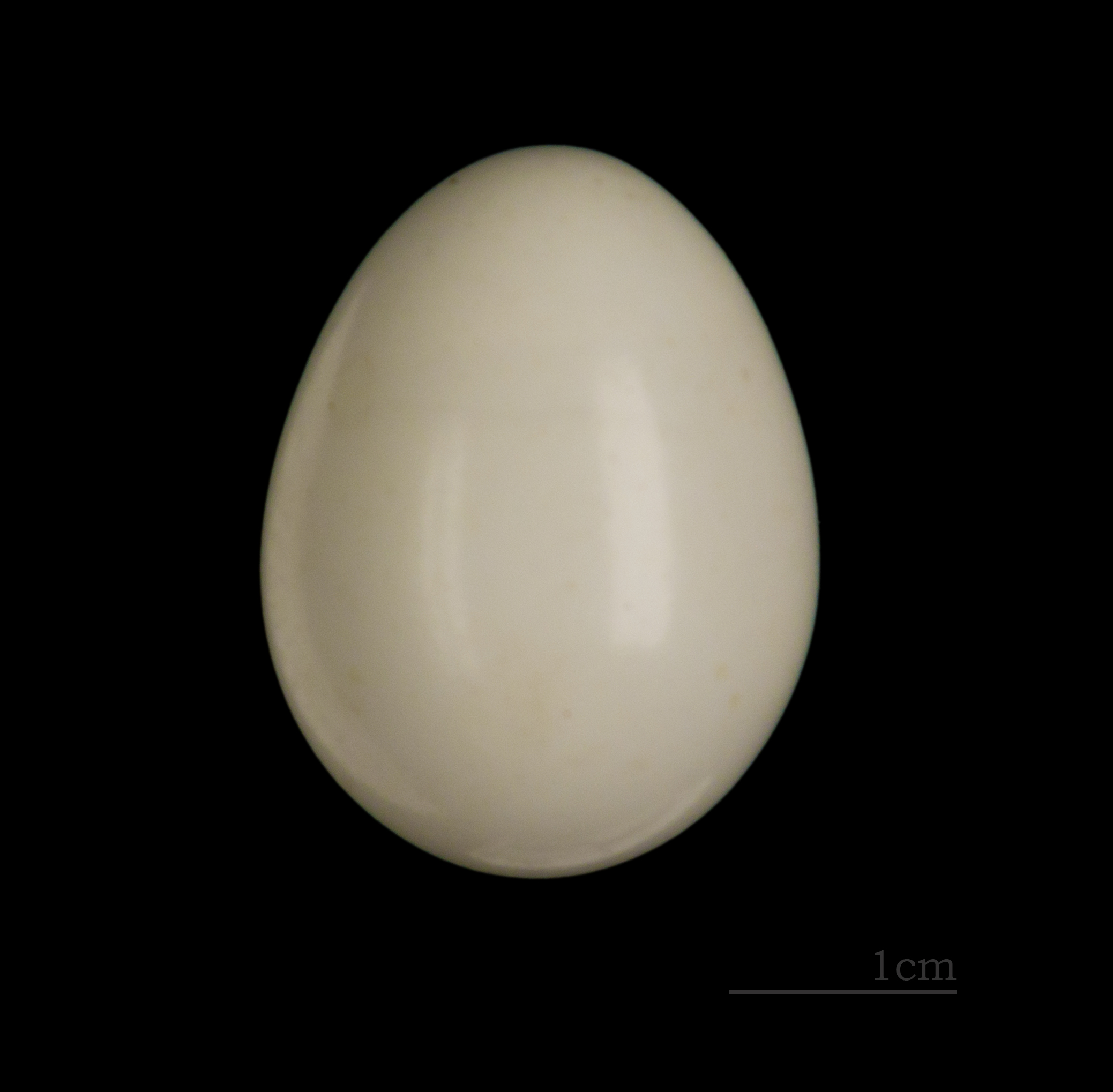
Œuf de Picus vaillantii — MHNT

## Systématique
L'espèce a été décrite par l’ornithologue français Alfred Malherbe sous le nom scientifique de Chloropicus vaillantii, en 1847. Il l'a dédiée à son confrère l'ornithologue français, François Levaillant.